# Alexia Grinda
Alexia Bénédicte Irina Manuella Olivia Grinda (nacida en Boulogne-Billancourt el 10 de julio de 1967) es hija de Bernardo de Lippe-Biesterfeld, el príncipe consorte de la reina Juliana de los Países Bajos y de su amante la modelo francesa Hélène Colette Monique Grinda, con quien mantuvo una relación amorosa entre 1966 y 1969. Alexia Grinda también es conocida como Alexia Lejeune, como su padrastro Stanislas Lejeune.
Alexia Grinda nació el mismo año que Guillermo Alejandro de los Países Bajos, el primer nieto del príncipe Bernardo, actual monarca de los Países Bajos. Su nombre salió a la luz con relación al escándalo Lockheed, que salpicó a la monarquía holandesa. El príncipe Bernardo había aceptado sobornos de la empresa Lockheed para que influyera al gobierno holandés en la compra de varios aviones de combate, y la prensa nacional e internacional aireó varios aspectos turbios de su pasado que constituyeron un escándalo.
El príncipe Bernardo nunca negó la existencia de Alexia, y en la última entrevista que dio antes de su muerte, la reconoció públicamente. Alexia y su madre recibieron apoyo económico regular del príncipe Bernardo, y se ha afirmado que fue la necesidad de mantenerlas lo que llevó al príncipe a aceptar sobornos de la Lockheed.
Alicia de Bielefeld también es conocida como la otra hija ilegítima del príncipe Bernardo.